# 策格米德·曾格勒
策格米德·曾格勒（？—），蒙古族，籍贯不详，蒙古国政治人物。

## 生平
曾格勒曾任蒙古国基础设施部副部长（Deputy Minister of Infrastructure）。2006年1月，作为蒙古人民革命党成员，曾格勒被任命为蒙古国交通运输和旅游部部长。